# Pheidole quadriprojecta
Pheidole quadriprojecta is een mierensoort uit de onderfamilie van de Myrmicinae. De wetenschappelijke naam van de soort is voor het eerst geldig gepubliceerd in 1947 door Smith, M.R..